# Takao Sakurai
Takao Sakurai (japanisch: 桜井 孝雄, Sakurai Takao; * 25. September 1941 in Sawara, heute: Katori, Präfektur Chiba; † 10. Januar 2012 in Tokio) war ein japanischer Boxer im Bantamgewicht.

## Amateur
Sakurai gewann 1964 bei den Olympischen Spielen in Tokio die Goldmedaille im Bantamgewicht. Im Finale besiegte er den Südkoreaner Chung Shin-cho. Er wurde damit zum ersten japanischen Olympiasieger im Boxen. Erst 2012 konnte erneut ein japanischer Boxer Olympiagold erkämpfen, nämlich Ryōta Murata im Mittelgewicht.

## Profikarriere
1965 wurde Sakurai Profi. Seine ersten 22 Kämpfe beendete er siegreich. Im Juli 1968 forderte Sakurai den Australier Lionel Rose heraus; es ging um die Weltmeistertitel im Bantamgewicht nach WBA- und WBC-Version. Sakurai gelang in der zweiten Runde ein Niederschlag, unterlag in dem Kampf jedoch letztlich in einer Mehrheitsentscheidung knapp nach Punkten.
Seine zweite Niederlage musste Sakurai im Mai 1969 gegen den Mexikaner Rubén Olivares in einer Ausscheidung um das Recht auf einen Weltmeisterschaftskampf hinnehmen, er verlor durch technischen K. o. in der sechsten Runde.
Im Oktober 1969 holte sich Sakurai die Asienmeisterschaft im Bantamgewicht. Er besiegte den Südkoreaner Won-Suk Lee. Nach den Siegen in den Titelverteidigungen über die beiden Philippiner Alberto Jangalay und Joe Malonso beendete Sakurai seine Boxkarriere 1970 als amtierender Asienmeister.
Er verstarb am 10. Januar 2012 in Tokio im Alter von 70 Jahren an den Folgen einer Speiseröhrenkrebs-Erkrankung.